# Эмблема Эфиопии
Герб (эмблема) Федеративной Демократической Республики Эфиопии представляет собой золотую пентаграмму, распространяющую золотые лучи света, на синем поле в форме круга.

## Символика
Пентаграмма, первоначально бывшая символом царя Соломона, легендарного предка императоров Эфиопии, ныне символизирует народ Эфиопии и единство людей.

## История эмблемы
Эфиопия не имеет геральдических традиций, поскольку она является единственным африканским государством, успешно противостоявшим европейской колонизации и сумевшим отстоять свою независимость.
Тем не менее, многие эфиопские императоры, а также знать, духовенство, и просто состоятельные люди, имели собственную печать, содержавшую надпись на языке амхара или геэз, так же как и присущее владельцу символическое изображение — корону, льва Иудеи и т. д. Эти печати были сугубо личными, а следовательно, каждый из потомков владельца печати, имел собственную личную печать, имевшую хоть какое-то внешнее отличие от печати предка.
Таким образом, несмотря на то, что эфиопские воины несли щиты, богато украшенные традиционными символами, сами эти символы не предназначались для отличия воина в бою, а следовательно не имели той смысловой нагрузки, которая была присуща средневековым рыцарским гербам.

### ГербЭфиопской Империи
|  | Герб Эфиопской империи, или Императорский Герб, представлял собой золотого, коронованного эфиопской императорской короной, идущего настороже геральдически влево, льва Иудеи, несущего в левой лапе флаг Эфиопии, с навершием в форме креста, у подножия императорского трона, в окружении архангелов Михаила — справа и Гавриила — слева. Архангелы, с золотыми нимбами над головой, одеты в белые одежды и имеют белые крылья. Архангел Михаил в правой руке держит опущенный вниз меч, а в левой руке — поднятые над головой золотые весы. Архангел Гавриил в правой руке держит поднятый вверх золотой скипетр, с навершием в форме креста, а в левой — зелёную пальмовую ветвь. Фигуры изображались на фоне красной, с золотой бахрамой, мантии, перевязанной, с зелёными пальмовыми ветвями, золотыми шнурами, с золотыми кистями, и увенчанной эфиопской императорской короной. |
|  | Малый герб Эфиопской империи представлял собой коронованного эфиопской императорской короной, идущего настороже геральдически влево, льва Иудеи, естественного цвета, несущего в левой лапе золотой посох, с навершием в форме креста, и двумя, с золотой бахрамой, золотыми лентами, на зелёном травянистом подножии. |

### Эмблема Эфиопской Республики
|  | Этот раздел нужно дополнить. Пожалуйста, улучшите и дополните раздел. (27 апреля 2025) |

|  | Этот раздел нужно дополнить. Пожалуйста, улучшите и дополните раздел. (31 октября 2016) |